# Isole Vergini Britanniche ai Giochi olimpici
Le Isole Vergini Britanniche hanno partecipato per la prima volta ai Giochi olimpici nel 1984.
Non hanno mai vinto una medaglia ai Giochi olimpici estivi, né ai Giochi olimpici invernali.
Il Comitato Olimpico delle Isole Vergini Britanniche, creato nel 1980, venne riconosciuto dal CIO nel 1982.

## Medaglieri

### Medaglie alle Olimpiadi estive
| Giochi              | Oro | Argento | Bronzo | Totale |
| ------------------- | --- | ------- | ------ | ------ |
| Los Angeles 1984    | 0   | 0       | 0      | 0      |
| Seul 1988           | 0   | 0       | 0      | 0      |
| Barcellona 1992     | 0   | 0       | 0      | 0      |
| Atlanta 1996        | 0   | 0       | 0      | 0      |
| Sydney 2000         | 0   | 0       | 0      | 0      |
| Atene 2004          | 0   | 0       | 0      | 0      |
| Pechino 2008        | 0   | 0       | 0      | 0      |
| Londra 2012         | 0   | 0       | 0      | 0      |
| Rio de Janeiro 2016 | 0   | 0       | 0      | 0      |
| Tokyo 2020          | 0   | 0       | 0      | 0      |
| Parigi 2024         | 0   | 0       | 0      | 0      |
| Totale              | 0   | 0       | 0      | 0      |

### Medaglie alle Olimpiadi invernali
| Giochi              | Oro              | Argento          | Bronzo           | Totale           |
| ------------------- | ---------------- | ---------------- | ---------------- | ---------------- |
| Sarajevo 1984       | 0                | 0                | 0                | 0                |
| Calgary 1988        | non partecipante | non partecipante | non partecipante | non partecipante |
| Albertville 1992    | non partecipante | non partecipante | non partecipante | non partecipante |
| Lillehammer 1994    | non partecipante | non partecipante | non partecipante | non partecipante |
| Nagano 1998         | non partecipante | non partecipante | non partecipante | non partecipante |
| Salt Lake City 2002 | non partecipante | non partecipante | non partecipante | non partecipante |
| Torino 2006         | non partecipante | non partecipante | non partecipante | non partecipante |
| Vancouver 2010      | non partecipante | non partecipante | non partecipante | non partecipante |
| Sochi 2014          | 0                | 0                | 0                | 0                |
| PyeongChang 2018    | non partecipante | non partecipante | non partecipante | non partecipante |
| Pechino 2022        | non partecipante | non partecipante | non partecipante | non partecipante |
| Totale              | 0                | 0                | 0                | 0                |